# Млабри
Млабри, мрабри (тайск. มลาบรี) — малочисленная этническая группа охотников и собирателей в Таиланде и Лаосе.

## Название
Название мрабри происходит из языка кхму и означает «люди леса» — мра (человек), бри (лес). Также известны под тайским названием "пхи-тонг-луанг" (тайск. ผีตองเหลือง), что означает «духи жёлтых листьев». Второе название происходит от того, что группы млабри кочуют и оставляют свои шалаши из банановых листьев после того как оно начинает желтеть чтобы построить новое поселение.

## Генетика
Генетические исследования Хироки Оота 2005 года показывают, что группа сформировалась на базе нескольких индивидуумов 500-800 лет назад.

## Язык
Млабри говорят на языке млабри, относящемся к группе кхмуйских языков, входящей в австроазийскую языковую семью.

## Традиции и быт
Первые исследования были проведены в 1938 году, когда австрийский антрополог Хьюго Бернацик опубликовал труд «Люди длинного листа».
Млабри традиционно вели кочевой образ жизни в джунглях, часто переходя с места на место. Они строили временные шалаши из пальмовых и банановых листьев на бамбуковых палках. Когда листья начинали желтеть, млабри собирались и кочевали на новое место. Одежда состояла из повязках на бедрах. Занимались преимущественно собирательством и охотой. Среди млабри была высокая смертность детей, поскольку женщины в их культуре рожают в одиночестве.
Говорят на языке млабри, который принадлежит к мон-кхмерской языковой семье. Сформированной религии млабри не имеют. Поклоняются духам леса и природы. 
Сегодня млабри насчитывают около 300-400 человек. Они осели, отказались от традиционного жилья и одежды. К сбору и охоте добавились также сельское хозяйство и вязание гамаков. Одно поселение в провинции Нан находится под патронатом принцессы Сириндхорн.

## Галерея
- Старые фотографии млабри